# Социал-демократическая партия (Великобритания, 1981—1988)
Социа́л-демократи́ческая па́ртия (англ. Social Democratic Party) — политическая партия в Великобритании, существовавшая в 1981—1988 годах.
Возникновение СДП связано с недовольством части верхушки Лейбористской партии излишне левой, на их взгляд, политикой партийного руководства. Четверо влиятельных политиков правого уклона, Рой Дженкинс, Дэвид Оуэн, Билл Роджерс и Ширли Вильямс, получившие прозвище «банды четырёх» (аллюзия на группу с тем же названием в Компартии Китая), выступили с критикой партийного руководства и вскоре покинули состав партии, образовав СДП. На выборах руководства партии победил Рой Дженкинс. К партии присоединились 28 лейбористских депутатов Палаты общин, а также один депутат-консерватор.
Вскоре после создания партия образовала союз с Либеральной партией. Лидерами союза, созданного прежде всего для совместного участия в выборах, стали Рой Дженкинс от СДП и Дэвид Стил от ЛП.
На парламентских выборах 1983 года кандидаты от союза ЛП и СДП получили 7,78 миллионов голосов (25,4 %) и 23 места в Палате общин. В 1984 году союз ЛП-СДП принимал участие в выборах в Европарламент, однако ему не удалось получить ни одного места, хотя он и набрал 19 % голосов в Англии, Уэльсе и Шотландии. На парламентских выборах 1987 года кандидаты ЛП-СДП получили 7,34 миллиона голосов (22,6 %) и 22 депутатских мандата.
3 марта 1988 года обе партии приняли решение о слиянии, образовав существующую и по сей день Партию социальных и либеральных демократов, которая затем была переименована в Партию либеральных демократов.
Часть социал-демократов, несогласных с объединением с либералами, создали новую партию под названием СДП (en:Social Democratic Party (UK, 1988), затем Социал-демократическая партия (Великобритания, 1990)).

## Лидеры партии
- Рой Дженкинс, 7 июля 1981 — 13 июня 1983
- Дэвид Оуэн, 13 июня 1983 — 14 июня 1987
- Роберт Макленнан, 14 июня 1987 — 3 марта 1988